# Ermita de San Jorge (Huesca)
La ermita de San Jorge es un templo situado en el Cerro de San Jorge en la ciudad de Huesca, España. Se tienen noticias de la existencia de una ermita en el cerro desde el año 1243.
La ermita está situada en lo alto del cerro de San Jorge, rodeada por un muro que asegura el terreno en el que se encuentra. 

## Descripción
El acceso se realiza a través de diferentes caminos y escaleras que suben por el cerro.
Construida con ladrillo encalado, tiene planta rectangular con tres naves y cabecera plana que tiene adosada la casa del ermitaño junto con una torre y un pórtico situados a los pies. 
La torre, ubicada en el lado de la Epístola, tiene planta poligonal que se transforma en cuadrada al iniciarse el segundo cuerpo está rematada por un chapitel piramidal, mientras que el pórtico es de construcción rectangular abierta por los tres lados mediante vanos adintelados y cubierto con una techumbre a tres aguas.
En el interior las tres naves cuentan con la misma altura pero con distinta anchura, dando una sensación unitaria mientras que se separan por unos pilares cruciformes que dividen el espacio en tres tramos cubiertos con bóvedas de crucería decoradas con estrellas y con terceletes, mientras que las claves de la crucería están decoradas con motivos vegetales y geométricos realizados en yeso.

## Historia
Según la tradición la ermita fue construida por el rey aragonés Pedro I tras la batalla de San Jorge y desde el 1243 se tiene constancia de una cofradía de infanzones vinculada al templo, aunque la misma desapareció durante la Edad Media y el concejo de Huesca se convirtió en propietario del templo.
Debido al mal estado en el que se encontraba, la ermita fue reconstruida en el 1554 por parte de Maese Domingo Almanzor, tal como se indica en el friso situado en el interior de la ermita.
Aunque seguidamente se continuó con la decoración interior del templo, realizándose en 1559 un frontal de altar obra de Francisco Serbantes y Esteban Solórzano y un retablo mayor hecho por Juan Miguel de Orliens en 1597.
Ha sido restaurada en el 2007 y 2016-2017.

## Celebraciones
La ermita es conocida por las celebraciones que cada 23 de abril se realizan en sus alrededores, conmemorando la aparición de San Jorge en la batalla de Alcoraz (1096).